# Storytelling (album)
Pour les articles homonymes, voir Storytelling.
Albums de Belle and Sebastian
Fold Your Hands Child, You Walk Like a Peasant
(2000) Dear Catastrophe Waitress
(2003)
Storytelling est le cinquième album de Belle and Sebastian, sorti en 2002.
Le disque est sorti chez Jeepster Records. Ce devait être, à l'origine, la bande son du film Storytelling de Todd Solondz. Seules quelques minutes de la musique composée furent finalement retenues par le réalisateur. Le disque alterne chansons, instrumentaux et dialogues tirés du film.
Storytelling a été édité en CD et en vinyle. 

## Liste des titres
| No  | Titre                            | Durée |
| --- | -------------------------------- | ----- |
| 1.  | Fiction                          |       |
| 2.  | Freak                            |       |
| 3.  | Dialogue: Conan, Eraly Letterman |       |
| 4.  | Fuck this Shit                   |       |
| 5.  | Night Walk                       |       |
| 6.  | Dialogue: Jersey's Where It's At |       |
| 7.  | Black and White Unite            |       |
| 8.  | Consuelo                         |       |
| 9.  | Dialogue: Toby                   |       |
| 10. | Storytelling                     |       |
| 11. | Dialogue: Class Rank             |       |
| 12. | I Don't Want to Play Football    |       |
| 13. | Consuelo Leaving                 |       |
| 14. | Wandering Alone                  |       |
| 15. | Dialogue: Mandingo Cliche        |       |
| 16. | Scooby Driver                    |       |
| 17. | Fiction Reprise                  |       |
| 18. | Big John Shaft                   |       |